# Молекулярна перегонка
Молекуля́рна перего́нка (англ. molecular distillation) — вакуум-дистиляція (перегонка), що здійснюється в умовах надвисокого розрідження (вакуум близько 0,1 Паскаль). При цьому конденсуюча поверхня розташована настільки близько до поверхні випаровування рідини, що молекули переходять на неї, не зазнаючи зіткнень між собою. Здійснюється при дуже низьких температурах.